# Partido judicial de Alcira
El partido judicial de  Alzira es uno de los dieciocho partidos judiciales de la provincia de Valencia,Comunidad Valenciana; en concreto se trata del partido judicial n.º 8 de la provincia de Valencia.
El ámbito territorial, que viene regulado por el Real Decreto 529/1983, de 9 de marzo, comprende los municipios de:
- Alberique
- Alcántara de Júcar
- Algemesí
- Alcira
- Antella
- Benegida
- Benimuslem
- Carcagente
- Cárcer
- Cotes
- Énova
- Gabarda
- Guadasuar
- Manuel
- Masalavés
- Puebla Larga
- Rafelguaraf
- San Juan de Énova
- Sellent
- Señera
- Sumacàrcer
- Tous
- Villanueva de Castellón